# Lu Chen (cientista)
Lu Chen (em chinês:  陈路) é uma neurocientista estadunidense nascida na China, professora associada de neurocirurgia e também de psiquiatria e ciência comportamental na Universidade Stanford. Foi professora associada de neurobiologia e membro do Instituto de Neurociência Helen Wills da Universidade da Califórnia em Berkeley.

## Vida
Nasceu e cresceu na China. Graduada pela Universidade do Sul da Califórnia, com um PhD em neurobiologia em 1998, orientada por Richard Frederick Thompson.
Casada com Thomas Südhof, laureado com um Nobel de Fisiologia ou Medicina, professor da Universidade Stanford. Seu ex-marido é um chinês professor de neurobiologia.